# Premio Sonora
Il Premio Sonora è l'unico riconoscimento italiano e internazionale esclusivo per i compositori di musiche da film ed è da patrocinato da importanti istituzioni come la Presidenza della Repubblica Italiana, Presidenza del Consiglio dei ministri, il Ministero dei beni e delle attività culturali e del turismo, la Regione Lazio, il Comune di Roma, la RAI, della SIAE. L'ultima edizione è stata inoltre sostenuta dalla Comunità di Sant'Egidio. Il Premio è organizzato dall'Accademia Italiana Grandi Eventi.
Il premio è diviso in diverse sezioni ed è articolato da una giuria di esperti dell'industria cinematografica coordinati da un presidente di giuria. La giuria di qualità dell'ultima edizione del Premio è stata presieduta da Fabio Liberatori. Il premio consegnato è un'opera dell'orafo Michele Affidato.
Tra i premiati figurano sia compositori di fama mondiale e sia giovani promesse del mondo della musica per il cinema, tra questi: Ennio Morricone, Roman Vlad, Luis Bacalov, Alexandre Desplat, Lech Majewski.

## Premi Sonora - V edizione
La quinta edizione del Premio Sonora si è svolta presso il Teatro Argentina il 23 ottobre 2014.
| Premio alla carriera                 | Ennio Morricone        |                                         |
| Miglior colonna sonora               | Pivio e Aldo De Scalzi | Song 'e Napule                          |
| Miglior compositore straniero        | Dickon Hinchliffe      | Locke (film)                            |
| Miglior giovane compositore          | Franco Eco             | Oggetti smarriti                        |
| Miglior colonna sonora di fiction    | Paolo Vivaldi          | Adriano Olivetti - La forza di un sogno |
| Miglior colonna sonora web serie     | Paolo Buonvino         | Una mamma imperfetta                    |
| Miglior commento per il documentario | Andrea Terrinoni       | Per non morire dentro                   |
| Premio speciale SIAE                 | Gaetano Curreri        |                                         |
| Miglior canzone originale            | Niccolò Agliardi       | Braccialetti rossi                      |
| Miglior colonna sonora per la serie  | Giampaolo Speziale     | Low Budget                              |
| Premio Speciale                      | Cineteca di Bologna    |                                         |